# MxPx
Az MxPx egy amerikai punkrockbanda, melyet 1992-ben alapítottak Bremertonban (Washington). Kezdetben Magnified Plaidnek nevezték magukat, amit hamar lerövidítettek M.P.-re, és az egyik plakátjuk designere a pontok helyett két x-et alkalmazott. Ezzel megújult a nevük MxPx-re. A laikusok számára könnyebben befogadható poppunk műfajhoz soroljuk őket.

## A zenekar tagjai
Mike Arthur Herrera 
Bremerton (Washington), 1976. november 6. Félig mexikói származású. Dalszövegíró, énekes, és a basszusgitáron is ő játszik. 1991-ben kezdett gitározni, mert nagyon megtetszett neki a helyi punkzene. Az önmaga által írt dalait a testvére magnójával vette fel, meg is töltött vele egy egész szalagot.
Yuri Zane Ruley 
Seattle (Washington), 1976. június 3. Dobos. Amikor még Yuri fiatal volt, családja sokszor költözött. Élt többek között Alabamában, Idahóban, és Oklahomában is, és négy különböző helyen Washingtonban. A 9. osztályban kezdett el dobolni, és első fellépése a "The Skinny Little White Boys"-szal volt egy tehetségkutató showban, kilencedikben. A zenekar csak két hónapig volt együtt. Később jelentkezett Mike és Andy felhívására, mert dobost kerestek, eljátszottak egy pár dalt és már meg is alakult az Mxpx.
Thomas Edmund Wisniewski 
1976. október 20. Dunnoon (Skócia) Gitáros.Élete első hat hónapját töltötte csak Honolulun. majd átköltöztek Hawaiira, Honolulura, végül Brementonban telepedtek le. 13 évesen kezdett dobolni az iskolában és a zenekara a suli végéig fennmaradt. Aztán elvállalta a gitározást, mert Mikenak és Yurinak problémái voltak a gitárosaikkal. Először sokkosan fogadta az ötletet, h olyat csináljon, amit azelőtt csak poénból. Mindenesetre a turnén már ő játszott a gitáron.

## Diszkográfia
Albumok:
Pokinatcha (1994) 
Teenage Politics (1995) 
Life in General (1997) 
Slowly Going The Way Of The Buffalo (1998) 
At The Show (Live Album)(1999) 
The Everpassing Moment (2000) 
Before Everything And After (2003) 
Panic (2005) 
Let's Rock (2006)
Secret Weapon (2007)
LP-k
On The Cover (1995) 
Move To Bremerton (1996) 
The Renaissance (2001) 
AC/EP (2004)
Számok, amelyek valaminek a főcímjei
Scooby-Doo (2002 "Scooby, Where Are You") 
Cinderella Story (2004 "First Day Of The Rest Of Our Lives") 
Prey (PC-Game) (2006 The Setting Sun")

## VHS és DVD
- It Came From Bremerton
- The Show volume one
- B-Movie
- Vans Warped Tour Live!
- Animal House Double Secret Probation Edition (Featuring the Shout video)
- Tooth And Nail Videography 1993–1999
- Backbeat Punk Rock Video magazine volume one (Featuring Tom doing punk rock karaoke to The Misfits * "Skulls." And MxPx live doing "My Life Story."
- Punk Rawk Show 2000
- MTV's Wuthering Heights

## Külső hivatkozások
- Az MxPx együttes hivatalos oldala